# Metopius michaelseni
Metopius michaelseni är en stekelart som beskrevs av Gyöö Viktor Szépligeti 1908. Metopius michaelseni ingår i släktet Metopius och familjen brokparasitsteklar. Inga underarter finns listade i Catalogue of Life.